# Gaertnera cardiocarpa
Gaertnera cardiocarpa là một loài thực vật có hoa trong họ Thiến thảo. Loài này được Boivin ex Baill. mô tả khoa học đầu tiên năm 1879.